# HD 16175
HD 16175 é uma estrela do tipo G de 7ª magnitude com temperatura de cerca de 6000 K, localizada a aproximadamente 196 anos-luz de distância na constelação de Andrômeda. Esta estrela é visível somente com o uso de binóculos ou com equipamento de maior resolução; ela é também 3,3 mais luminosa, 1,34 vezes mais massiva, e com um raio 1,66 vezes maior que o Sol.

## Sistema planetário
A existência do exoplaneta HD 16175 b foi relatada em um trabalho publicado na edição de junho de 2009 da Publications of the Astronomical Society of the Pacific.